# The Ballad of John and Yoko
The Ballad of John and Yoko is een lied van de Britse muziekgroep The Beatles.The Ballad of John and Yoko werd in 1969 uitgebracht op single en bereikte in diverse landen de nummer 1-positie in de hitparades, waaronder Groot-Brittannië en Nederland. Het lied gaat over recente gebeurtenissen in John Lennons leven. Opmerkelijk is dat alleen John Lennon en Paul McCartney meespelen op het lied, George Harrison en Ringo Starr waren afwezig tijdens de opnamen van het lied.

## Achtergrond
Hoewel The Ballad of John and Yoko op naam staat van Lennon-McCartney, is het grootste deel van het lied geschreven door John Lennon. De tekst van het lied is een autobiografisch relaas van de recente gebeurtenissen in het leven van John Lennon en Yoko Ono.
Het eerste couplet van het lied verwijst naar de pogingen van Lennon en Ono om te trouwen op een veerboot op Het Kanaal. Aangekomen in de havenplaats Southampton, bleken er problemen te zijn met Ono's paspoort en bleek de kapitein van de veerboot geen huwelijken meer te mogen sluiten.
In het tweede couplet wordt verteld dat Lennon en Ono daarop besloten af te reizen naar Parijs. Daar kregen ze een telefoontje van assistent Peter Brown, die hun vertelde dat ze wel konden trouwen op het schiereiland Gibraltar. Ze vlogen naar het schiereiland en traden daar op 20 maart 1969 in het huwelijk. Geen van de andere Beatles was hierbij aanwezig.
In het derde couplet wordt beschreven hoe Lennon en Ono in het Amsterdamse Hilton-hotel een zogenaamde Bed-In hielden. Ze brachten de periode van 25 maart tot 31 maart door in hun bed in hotelkamer 702. Van 9.00 uur 's ochtends tot 9.00 uur 's avonds spraken ze met de media en probeerden ze op die manier aandacht te krijgen voor wereldvrede.

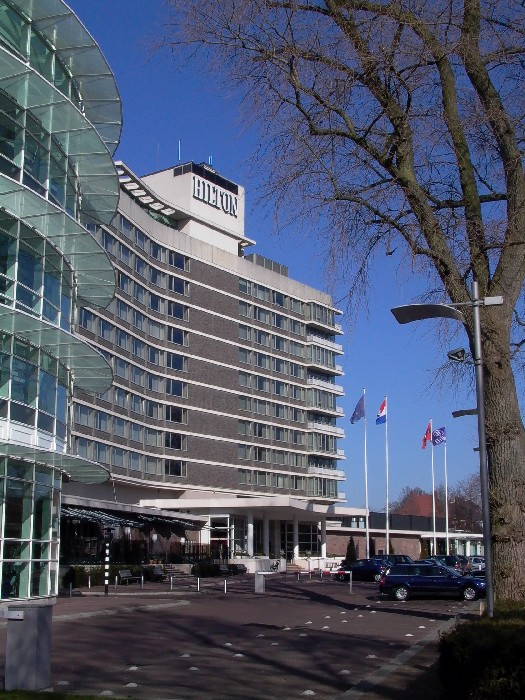
In het Amsterdam Hilton-hotel hielden Lennon en Ono een Bed-In voor de vrede.

Daarna vlogen Lennon en Ono naar Wenen, waar hun derde film Rape op de Oostenrijkse televisie in première ging. Dit wordt beschreven in het vierde couplet. In Wenen gaven ze in het Sacher Hotel een persconferentie in een zak (bag). Hiermee wilden ze aandacht vragen voor stereotypering en vooroordelen: Als iedereen met zijn hoofd in een zak naar een sollicitatiegesprek zou gaan, zouden mensen alleen nog maar op basis van hun kwaliteiten beoordeeld worden. Ze noemden dit Bagism.
In het laatste couplet wordt beschreven hoe Lennon en Ono terugkeren naar Engeland en eikels versturen naar 50 wereldleiders.

## Opnamen
The Ballad of John and Yoko werd op 14 april 1969 opgenomen in de Abbey Road Studios in Londen. Bij deze sessie waren alleen John Lennon en Paul McCartney aanwezig. George Harrison was in het buitenland op vakantie en Ringo Starr werkte die dag aan de opnamen van de film The Magic Christian.
Er werden die dag 11 takes van de backing track opgenomen, waarvan take 10 de beste was. Paul McCartney speelde op deze take de drums, Lennon speelde leadgitaar en zong de lead vocal. Vervolgens werden er door McCartney basgitaar, piano en backing vocals en door Lennon nog tweemaal leadgitaar en eenmaal akoestische gitaar aan deze backing track toegevoegd.
Hoewel er in die periode veel spanningen waren tussen Lennon en McCartney was de sfeer tijdens de opnamen op die dag goed. Er was zelfs ruimte voor enkele grappen. Tussen de opnamen door zei Lennon tegen de drummende McCartney, "Go a bit faster, Ringo!", waarop McCartney de gitaarspelende Lennon antwoordde met "OK, George!"
Starr en Harrison hadden er blijkbaar geen problemen mee dat ze niet meespeelden op de nieuwe single. Ringo vond dat er goed gedrumd werd op The Ballad of John And Yoko en George zei dat hij pas bezwaar had gemaakt als het lied The Ballad of John, George and Yoko had geheten.

## Verschijningsdatum en hitnoteringen
In Groot-Brittannië werd de single met The Ballad of John and Yoko uitgebracht op 30 mei 1969. Deze single, met op de B-kant de Harrison-compositie Old Brown Shoe, bereikte op 11 juni de nummer 1-positie in de Engelse charts.
In Nederland bereikte deze single op 21 juni 1969 de eerste plaats van de Nederlandse Top 40 en de Hilversum 3 Top 30.
In de Verenigde Staten bereikte de single slechts de 8e plaats in de Billboard Hot 100. Mogelijk kwam dit doordat diverse radiostations de single boycotten, omdat er het woord "Christ" in voor kwam.

## Hitnotering

### Nederlandse Top 40
| Hitnotering: 14-06-1969 t/m 16-08-1969 | Hitnotering: 14-06-1969 t/m 16-08-1969 | Hitnotering: 14-06-1969 t/m 16-08-1969 | Hitnotering: 14-06-1969 t/m 16-08-1969 | Hitnotering: 14-06-1969 t/m 16-08-1969 | Hitnotering: 14-06-1969 t/m 16-08-1969 | Hitnotering: 14-06-1969 t/m 16-08-1969 | Hitnotering: 14-06-1969 t/m 16-08-1969 | Hitnotering: 14-06-1969 t/m 16-08-1969 | Hitnotering: 14-06-1969 t/m 16-08-1969 | Hitnotering: 14-06-1969 t/m 16-08-1969 | Hitnotering: 14-06-1969 t/m 16-08-1969 |
| Week                                   | 1                                      | 2                                      | 3                                      | 4                                      | 5                                      | 6                                      | 7                                      | 8                                      | 9                                      | 10                                     |                                        |
| -------------------------------------- | -------------------------------------- | -------------------------------------- | -------------------------------------- | -------------------------------------- | -------------------------------------- | -------------------------------------- | -------------------------------------- | -------------------------------------- | -------------------------------------- | -------------------------------------- | -------------------------------------- |
| Nummer                                 | 4                                      | 1                                      | 1                                      | 1                                      | 1                                      | 2                                      | 8                                      | 11                                     | 19                                     | 30                                     | uit                                    |

### Hilversum 3 Top 30
| Hitnotering: 14-06-1969 t/m 16-08-1969 | Hitnotering: 14-06-1969 t/m 16-08-1969 | Hitnotering: 14-06-1969 t/m 16-08-1969 | Hitnotering: 14-06-1969 t/m 16-08-1969 | Hitnotering: 14-06-1969 t/m 16-08-1969 | Hitnotering: 14-06-1969 t/m 16-08-1969 | Hitnotering: 14-06-1969 t/m 16-08-1969 | Hitnotering: 14-06-1969 t/m 16-08-1969 | Hitnotering: 14-06-1969 t/m 16-08-1969 | Hitnotering: 14-06-1969 t/m 16-08-1969 | Hitnotering: 14-06-1969 t/m 16-08-1969 | Hitnotering: 14-06-1969 t/m 16-08-1969 |
| Week                                   | 1                                      | 2                                      | 3                                      | 4                                      | 5                                      | 6                                      | 7                                      | 8                                      | 9                                      | 10                                     |                                        |
| -------------------------------------- | -------------------------------------- | -------------------------------------- | -------------------------------------- | -------------------------------------- | -------------------------------------- | -------------------------------------- | -------------------------------------- | -------------------------------------- | -------------------------------------- | -------------------------------------- | -------------------------------------- |
| Nummer                                 | 2                                      | 1                                      | 1                                      | 1                                      | 1                                      | 3                                      | 7                                      | 13                                     | 18                                     | 25                                     | uit                                    |

### NPO Radio 2 Top 2000
| Nummer met noteringen in de NPO Radio 2 Top 2000 | '99  | '00 | '01  | '02  | '03  | '04  | '05  | '06  | '07  | '08  | '09  | '10  | '11  | '12  |
| ------------------------------------------------ | ---- | --- | ---- | ---- | ---- | ---- | ---- | ---- | ---- | ---- | ---- | ---- | ---- | ---- |
| The Ballad of John and Yoko                      | 1292 | 899 | 1192 | 1257 | 1352 | 1501 | 1758 | 1678 | 1941 | 1623 | 1665 | 1778 | 1892 | 1631 |

1. ↑  Een vetgedrukt getal geeft de hoogste notering aan.
2. ↑  Deze tabel is bijgewerkt tot en met de laatste editie (2024).